# Igluhugyuk
Igluhugyuk, tidigare benämnd Iglorua Island, är en ö i Kanada.   Den ligger i territoriet Nunavut, i den centrala delen av landet, 3 100 km nordväst om huvudstaden Ottawa. Arean är 21,0 kvadratkilometer.
Terrängen på Igluhugyuk är platt. Öns högsta punkt är 193 meter över havet. Den sträcker sig 7,4 kilometer i nord-sydlig riktning, och 7,7 kilometer i öst-västlig riktning.